# 穆景星
穆景星（1576年—1608年），字拱极，號恒拙，河南河南府洛阳县人，明朝政治人物。

## 生平
万历三十一年（1603年）癸卯科河南乡试舉人，三十二年（1604年），登甲辰科进士，兵部觀政，授金乡县知县，三十五年丁憂，三十六年卒。